# 郷愁 (斉藤和義の曲)
「郷愁」（きょうしゅう）は、斉藤和義の13作目のシングル。1997年1月22日にファンハウスから発売された。

## 概要
ダブルタイアップシングルとなった本作は5枚目のアルバム「ジレンマ」の先行シングル。

## 収録曲
全曲　作詞・作曲・編曲：斉藤和義
1. 郷愁（4：12）[1]
TBS系列『COUNT DOWN TV』オープニング・テーマ
2. 進め なまけもの（4：32）[1]
ベネッセコーポレーション『進研ゼミ』CMソング